# Upalna bolest crijeva
Upalna bolest crijeva, poznatija pod svojom engleskom kraticom IBD (eng. Inflammatory bowel disease), zapravo je grupa sličnih bolesti karakteriziranih autoimunim upalnim procesima u probavnom traktu, kroničnog karaktera, najčešće u tankom i debelom crijevu.

## Oblici
Glavni oblici upalnih bolesti crijeva su:
- Crohnova bolest
- Ulcerozni kolitis

Glavna razlika između ovih bolesti je lokacija i priroda upalnih promjena u probavnom traktu. Crohnova bolest može se pojaviti u bilo kojem dijelu probavnog trakta, od usta do anusa, međutim, većina slučajeva počinje u terminalnom ileumu. Ulcerozni kolitis zahvaća isključivo debelo crijevo (kolon) i rektum.
Mikroskopski gledano, ulcerozni kolitis zahvaća samo gornji mukozni sloj debelog crijeva, dok Crohnova bolest zahvaća cijelu crijevnu stijenku (transmuralne je naravi).
Crohnova bolest i Ulcerozni kolitis povezani su i s raznima ekstra-intestinalnim komplikacijama kao što su artritis, psorijaza, iritis, uveitis, problemi s jetrom, itd. Mnoge od ovih komplikacija su rezultat agresivnih lijekova koji se koriste u liječenju osnovne bolesti, prvenstveno kortikosteroida i imunosupresiva.

## Dijagnoza
Iako vrlo različite bolesti, obje imaju slične simptome – kronični proljev, crijevno krvarenje, gubitak težine, anemija, mučnina, povraćanje. U početnim stadijima, prije dijagnoze, bolesti mogu vrlo lako biti pogrešno dijagnosticirane kao otrovanje hranom ili hemoroidi (u slučaju pojave krvi iz rektuma). Ispravna dijagnoza se obično dobiva kolonoskopijom uz biopsiju patoloških promjena.

## Liječenje
Upalne bolesti crijeva su kronične autoimune bolesti. Liječenje podrazumijeva isključivo ublažavanje simptoma jer potpuno izliječenje još uvijek nije moguće. Intenzivna istraživanja u ovom polju daju nadu u bolje razumijevanje i liječenje bolesti, ali u ovom trenutku jedini način kontrole bolesti uključuje korištenje protuupalnih i imunosupresivnih lijekova. 
Teži slučajevi također zahtijevaju kirurške intervencije, a u slučaju ulceroznog kolitisa kirurško odstranjenje debelog crijeva znači i izliječenje bolesti jer bolest ne može "migrirati" u ostale dijelove probavnog trakta. Cilj terapije kronične upalne bolesti crijeva je indukcija remisije, sprječavanje relapsa, liječenje pothranjenosti, sanacija krvne slike (zbog česte anemije uzrokovane obilnim krvarenjem), te osiguranje normalnog rasta i razvoja u slučaju pojave bolesti u ranoj dobi.

## Prognoza
Iako upalne bolesti crijeva mogu ograničiti kvalitetu života zbog neugodnih simptoma poput boli, povraćanja, proljeva i sl., rijetko su opasne po život. Toksični megakolon, perforacija crijeva i slične opasne komplikacije također su rijetke.
Pacijenti koji boluju od ulceroznog kolitisa također imaju značajno povećan rizik nastanka kolorektalnog malignoma (raka debelog crijeva), ali s druge strane također imaju puno veću šansu da se ta bolest primijeti u najranijim stadijima zbog rutinskih kolonoskopija i povećanog opreza liječnika, pa je i postotak uspješno izliječenih pacijenata izuzetno visok.

## Vanjske poveznice
- Hrvatsko udruženje za Crohnovu bolest i ulcerozni kolitis
- Forum CRUC
- Crohn's and Colitis Foundation of America  Arhivirana inačica izvorne stranice od 27. srpnja 2016. (Wayback Machine)

|  | Molimo pročitajte upozorenje o korištenju medicinskih informacija. Ne provodite liječenje bez savjetovanja s liječnikom! |